# Фронтовое водохранилище
Фронтовое водохранилище (укр. Фронтове водосховище) — второе по величине из наливных водохранилищ Крыма. Расположено на Курпеченской балке возле села Фронтовое. Основной источник заполнения — Северо-Крымский канал.
Объём воды — 0,035 км³. Площадь поверхности — 6,45 км². Высота над уровнем моря — 36,8 м.
Фронтовое водохранилище предназначено для водоснабжения Керчи и Феодосийской курортной зоны.
Вода может подаваться по трубопроводу в Феодосийское водохранилище или обратно в Северо-Крымский канал и далее в Керченское водохранилище.
Обратное заполнение Северо-Крымского канала из Фронтового водохранилища возможно как самотёком, так и за счёт работы НС «Фронтовая». Работа НС «Фронтовая» была восстановлена в 2014 году после 20-летнего простоя.

## История
На месте строительства проходили бои Великой Отечественной войны. В память о погибших на высотке в самом узком месте перешейка между Чёрным и Азовским морями строителями гидроузла была сооружена лестница и установлен памятник из осколков снарядов. Спустя 30 лет у памятника были перезахоронены солдаты погибшие на той войне.
Строительство водохранилища велось по проекту Крымского филиала института «Укргипроводхоз» и было завершено в декабре 1976 года. Имеет объём 35 млн м³, уровень мертвого объёма — 6 млн м³. Заполнение водохранилище началось в 1978 году. Вода подаётся насосной станцией расположенной на 317 км Северо-Крымского канала.
С июня 1979 года эксплуатируется в каскаде со Станционным и Зеленоярским водохранилищами. В июне 1980 года наполнено до КПУ.
По данным КРП «Вода Крыма» на 1 апреля 2014 года объём воды составлял 29,60 млн м³.
Зимой 2014—2015 года произведена очистка водозаборного устройства от ила. Было поднято 5150 м³ ила, что дало возможность обеспечить дополнительный забор воды в объёме 2,1 млн м³. Очистка потребовалась по причине того, что при наличии в водохранилище 6,5 млн м³ воды, отбор уже был невозможен.
В 2015 году была возобновлена закачка воды, к июлю было закачено 5,5 млн м³. В ноябре из Северо-Крымского канала поступало 100 тыс. м³ в сутки. Также ГУП РК «Вода Крыма» приступило к ремонту водовода от Фронтового водохранилища до станции очистки воды в Феодосии. К данным работам приступили с целью создания резерва на зимний период.
В январе 2017 года наполнение составляло 3 млн м³. На протяжении 2019—2020 годов наполнение составляло 1,46 млн м³.
Использованию водохранилища мешают потери на шестикилометровом водоводе составляющие 70 %. К лету 2020 году были заменены 2 км водовода, на 4 км велась пайка полиэтиленовых труб диаметром 1200 мм.
В ноябре 2021 года наполнение составляло 1,84 млн м³.